# Хові Стар
Ховав Секулец (івр. חובב סקולץ), найбільш відомий під своїм сценічним ім'ям Хові Стар (івр. חובי סטאר); нар. 19 листопада 1986) — ізраїльський співак. 2016 року представляв Ізраїль на Євробаченні 2016 із піснею «Made of Stars».

## Особисте життя
Хові Стар є відкритим геєм.